# Raymond Van Mechelen
Raymond Van Mechelen is een personage uit de Belgische televisieserie Matroesjka's en wordt gespeeld door Peter Van den Begin. Raymond wordt baas van Studio 69, nadat zijn oom John Dockx ermee ophoudt. 
We leren Ray Van Mechelen kennen als een vrouwenhandelaar die meisjes vanuit het Oostblok naar België en Nederland importeert. Hij staat bekend als een hard en gevreesd crimineel maar wegens zijn contacten bij de politie wordt hij nooit veroordeeld. Toch komt Ray in zijn eigen bende onder vuur te liggen door zijn relatie met de prostituee Kalinka, en wordt hij stilaan te soft bevonden. Tevens loopt de spanning met Vincent Dockx hoog op, deze voelt zich als zoon van de vorige capo John beledigd door diens vaders beslissing. Wanneer Vincent Kalinka seksueel aanrandt, duwt Ray hem neer op de hoek van een tafeltje waardoor Vincent in een rolstoel eindigt. Hierom beraamt Vincent een plan om Ray te vermoorden. Gewaarschuwd door een tip van Jan Verplancke, vermoordt Ray Vincent voor het zover komt. 
Om zijn positie als capo te handhaven, ziet Ray zich genoodzaakt zijn relatie met Kalinka te beëindigen. Uit wraak getuigt zij tegen Ray, waardoor de politie eindelijk Ray Van Mechelen kan aanhouden. Hij wordt veroordeeld tot 5 jaar cel wegens mensenhandel, aanzetten tot prostitutie, slagen en verwondingen, fraude en bendevorming. De bende valt hierna uit elkaar.
In seizoen 2 wordt Ray vervroegd vrijgelaten. Hij reist naar Thailand om zijn gestolen geld terug te krijgen van Verplancke. Daar wordt Ray doodgeslagen door Stoefs en Verplancke.

## Uitspraken
- Onnozelen teun!
- Go home, boy. Moeder hee viskes gebakken.
- 't Vet is ier van de soep jom. Da't vet ier van de soep is.
- Van diejen boer moet noenkel Ray gen aajere nimiejer.
- Da's Moeder de Gaans hè, de slimste van den hoop.
- Ochaarme toch, taante nonneke. Schatke, you want to make money? Awel, then you fuck!
- Zijt er ni te bruut mee want 't moet nog dienen.
- Konde na echt niks groters vinden? Da's precies nen otto veur kabouterkes!
- Bleft doar af, der zit 'k weet ni hoeveel loewk in.
- Allee vooruit, go entertain the clients. Drink, suck, fuck, whatever. Ga mor wa me eulle tette zwaaien!
- Stukske Jan m'n kloten!
- Ziede me nimmer geire?
- Was da na nodig?
- Vinde da geestig?
- De mensen komen oem te neuken, hè Eddy, ni oem hun kas vol te slagen.

## Varia
Het personage had een cameo als "Decklatt" in het De Kiekeboes-album Vluchtmisdrijf